# Pomacea insularum
Espèce
Synonymes
Ampullarius australis (obsolète)
Pomacea insularum, dénommé « island applesnail » par les anglophones est une espèce de gros escargot aquatique operculé de la famille des Ampullariidae.
Originaire d'Amérique du Sud, l'espèce est devenue invasive aux États-Unis (dans différents types de cours d'eau dont canaux, bayous et ruisseaux et les zones humides (dont lacs et réservoirs). Il est considéré comme une peste agricole pour certaines cultures, et dégradant les écosystèmes quand il y pullule (comme d'autres espèces de la même famille, également introduites hors de leur aire naturelle de répartition).
Il a également été introduit en Asie et récemment en Europe.

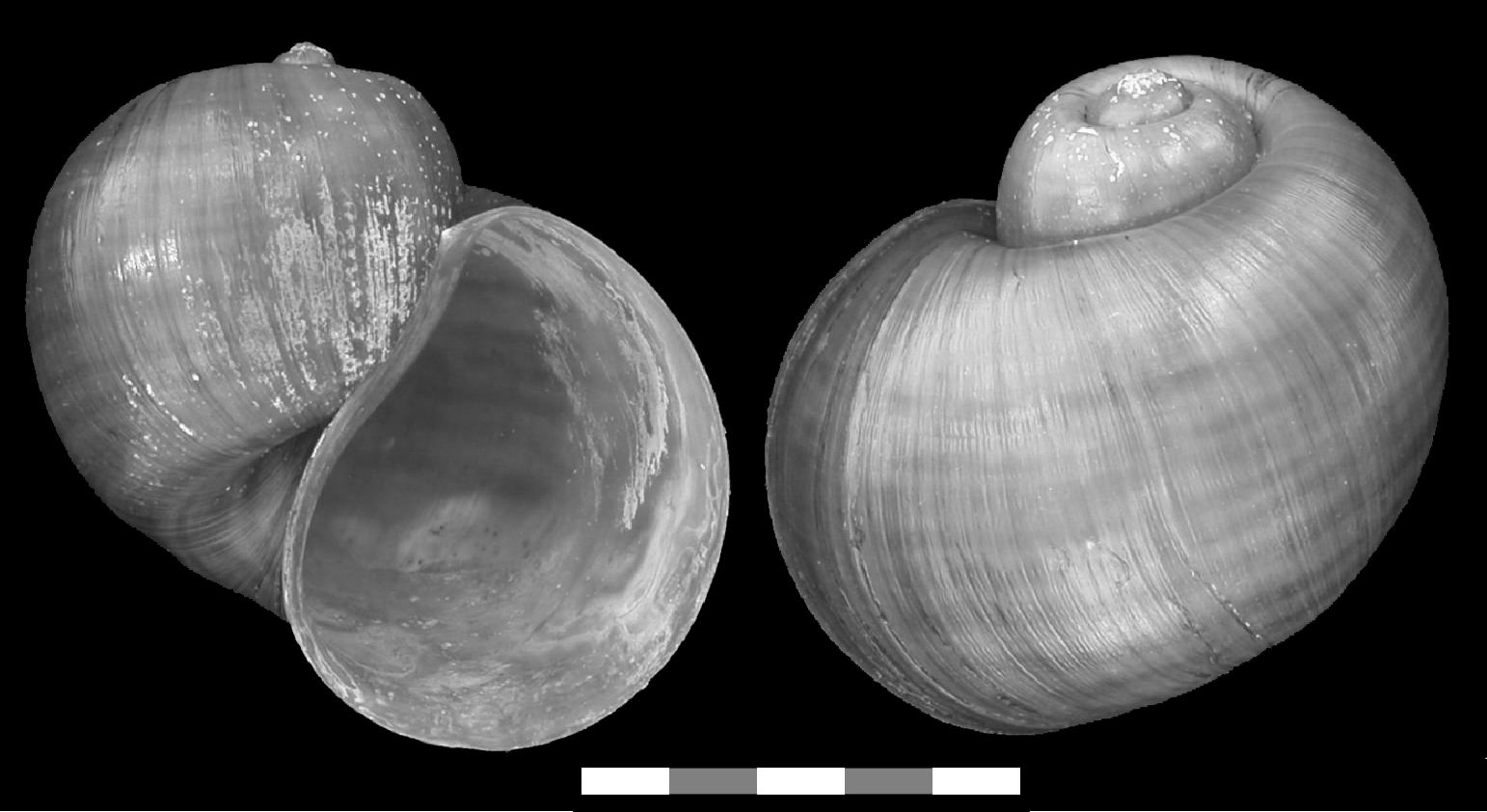
Coquilles de Pomacea insularum. échelle : barre = 5 cm.

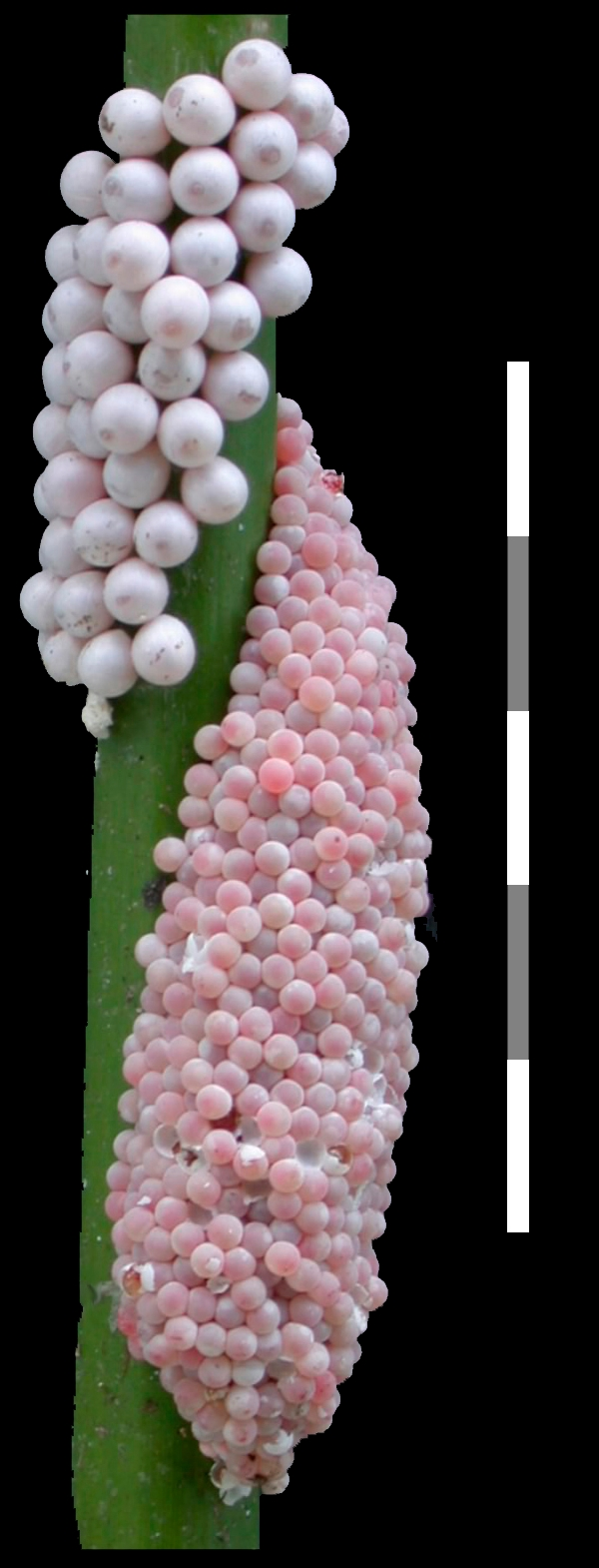
Œufs de P. insularum visibles dans le bas de l'image, et œufs de Pomacea paludosa dans le haut de l'image. échelle : barre=5 cm.

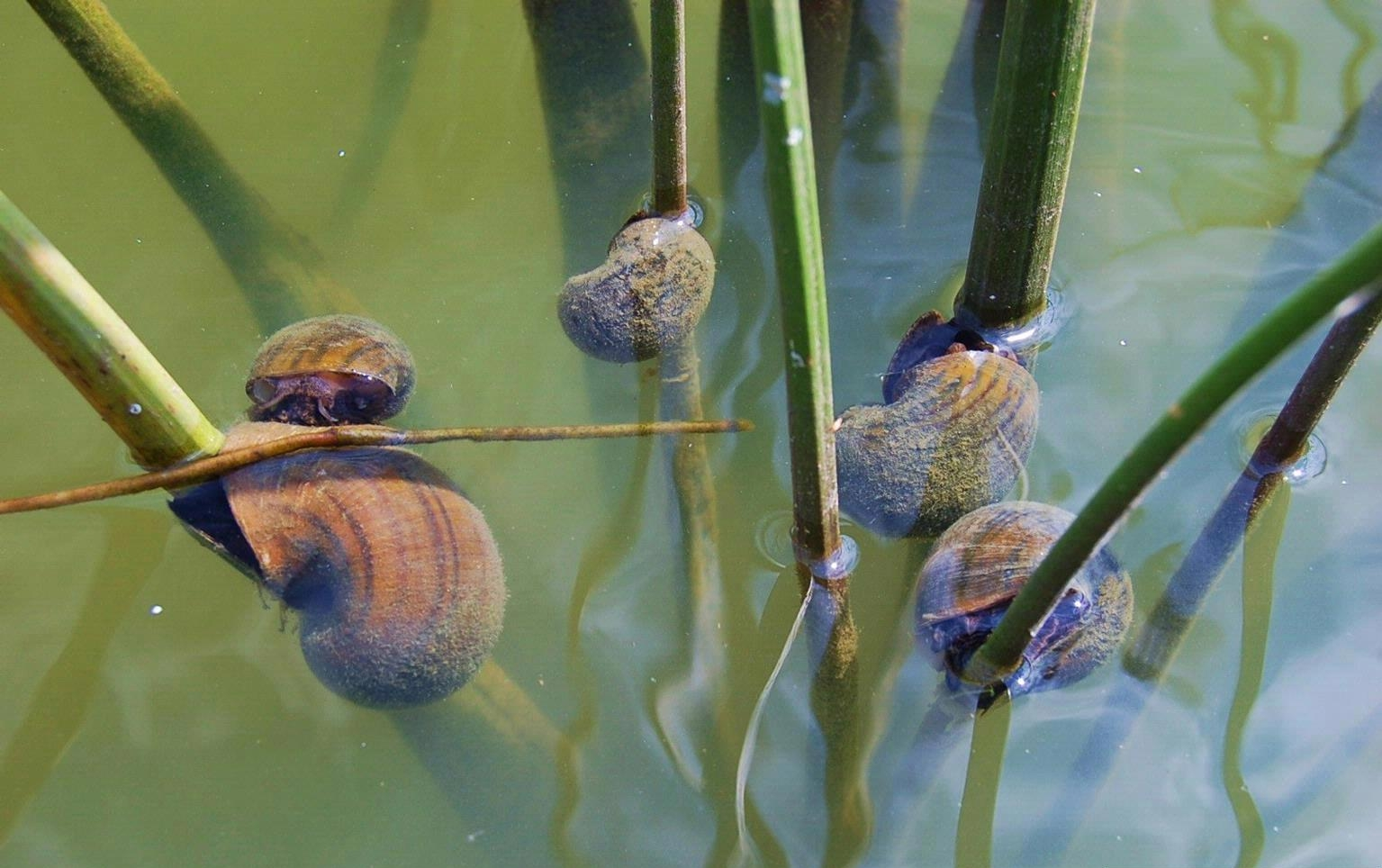
Biotope d'eau douce à P. insularum

## Description
La coquille est globulaire et de couleur habituellement brune à noire avec reflets jaunâtres, mais il existe une grande variation de couleurs possible (dont blanche et dorée),.
La longueur de la coquille est d'environ 150 mm de long
Le corps est de couleur brun verdâtre, avec des points noirs

Cette espèce pond des œufs roses disposés en paquets, au-dessus du niveau de l'eau. Au Texas, chaque paquet d'œufs contient en moyenne environ 1000 œufs, mais on en compte jusqu'à 2500 parfois. Au Texas, la reproduction dure de mars à octobre.

## Distribution
Pomacea insularum est indigène en Amérique du Sud, où il est rapporté en Argentine, Brésil, et en Bolivie et il est probablement présent en Uruguay et au Paraguay.
Un habitat typique de cette espèce est le Río Paraná, qui se jette dans le Río Uruguay près de Buenos Aires, en formant le Río de la Plata

### Espèce introduite
Une introduction a eu lieu aux États-Unis, supposément à partir d'œufs ou d'individus rejetés dans la nature par des aquariophiles.
L'espèce a notamment été repérée dans la région du Spring Hill Lake près de Mobile, en Alabama dans le Lac Munson, dans le Lac Brantley ainsi que dans de nombreux autres lieux en Floride, dans l'Alabaha River en Géorgie  American Canal and Mustang Bayou in Texas, et (en 2006) dans le Verret Canal à Gretna, en Louisiane. Des populations en sont connues en Floride, Géorgie, et au Texas,.
- Il est maintenant également signalé en Europe où on se préoccupe de risques d'invasion biologique[13], dont Espagne[14],[15] dans le delta de l'Èbre[16]. Il se pourrait que l'augmentation des effectifs de l'Ibis falcinelle dans ce delta soit lié au développement, de cet escargot, qu'il consommerait, et qu'il constitue alors un moyen "naturel" de limiter l'impact destructeur de l'espèce.sur les rizières[17].

C'est une espèce très féconde, qui peut poser de graves problèmes dans les rizières et cultures de taro, notamment au Texas et dont le caractère invasif pourrait avoir été sous-estimé en raison de confusions possibles avec d'autres espèces :
- En Floride, Géorgie, et au Texas, l'espèce a d'abord été confondue avec Pomacea canaliculata, mais des tests génétiques faits plus tard ont montré qu'il s'agissait bien de Pomacea insularum[6] ;
- Introduit en Asie, il a à Taïwan été confondu avec Pomacea canaliculata.

Biomasse et densités
Dans les agrosystèmes où l'espèce est devenue invasive, cet escargot peut être densément présent :
Par exemple, vers 2005-2006 aux États-Unis, si les densités moyennes variaient selon les lieux entre moins de 0,1 à 4 escargots/m2 , les densités très élevées étaient observées avec jusqu'à 24 escargots/m2 et une biomasse allant jusqu'à 800 g/m2 (Mustang Bayou, Fort Bend). En octobre 2005, on a observé en moyenne 826 escargots/m2 et 6 689 g/m2 dans un canal d'irrigation de rizière du comté de Brazoria.

## Biologie, écologie
L'espèce peut interférer avec certaines opérations de renaturation de zones humides.

## Lutte contre l'espèce
En Asie, ce type d'escargots est parfois écrasé (piétiné) et donné à manger aux canards qu'on promène dans les rizières, mais de nombreux essais de management et de contrôle de pomacés sont en cours depuis la fin des années 1990,.
Il apparait également utile de contrôler les apports par les ballastage de navires, et nécessaire de sensibiliser les aquariophiles à l'importance de ne pas introduire, même involontairement ce type d'espèces dans la nature, hors de son aire naturelle de répartition.